# 1900年夏季奥林匹克运动会击剑比赛
1900年夏季奥林匹克运动会击剑比赛共舉行七個比賽項目，來自19個國家的260名擊劍運動員參加比賽 ，比賽場地位於巴黎杜樂麗花園。

## 奖牌得主
| 届数            | 金牌                          | 银牌                               | 铜牌                                 |
| 個人重劍        | 拉蒙·丰斯特 · 古巴（CUB）     | 路易·佩雷 · 法国（FRA）            | 莱昂·塞 · 法国（FRA）                |
| 大師級重劍      | 阿尔贝·阿亚 · 法国（FRA）     | 吉尔贝·布尼奥尔 · 法国（FRA）      | 亨利·洛朗 · 法国（FRA）              |
| 業餘—大師級重劍 | 阿尔贝·阿亚 · 法国（FRA）     | 拉蒙·丰斯特 · 古巴（CUB）          | 莱昂·塞 · 法国（FRA）                |
| 個人花劍        | 埃米尔·科斯特 · 法国（FRA）   | 亨利·马松 · 法国（FRA）            | 马塞尔·布朗热 · 法国（FRA）          |
| 大師級花劍      | Lucien Mérignac · 法国（FRA） | Alphonse Kirchhoffer · 法国（FRA） | Jean-Baptiste Mimiague · 法国（FRA） |
| 個人佩劍        | 乔治·德拉法莱兹 · 法国（FRA） | 莱昂·蒂埃博 · 法国（FRA）          | 西格弗里德·弗莱施 · 奥地利（AUT）    |
| 大師級佩劍      | 安東尼奧·孔特 · 意大利（ITA） | 伊塔洛·圣泰利 · 意大利（ITA）      | 米兰·内拉利奇 · 奥地利（AUT）        |

## 獎牌榜
| 排名                     | 国家 / 地区              | 金牌 | 銀牌 | 銅牌 | 总计 |
| ------------------------ | ------------------------ | ---- | ---- | ---- | ---- |
| 1                        | 法国（FRA）              | 5    | 5    | 5    | 15   |
| 2                        | 古巴（CUB）              | 1    | 1    | 0    | 2    |
| 2                        | 意大利（ITA）            | 1    | 1    | 0    | 2    |
| 4                        | 奥地利（AUT）            | 0    | 0    | 2    | 2    |
| 总计（共4个国家 / 地区） | 总计（共4个国家 / 地区） | 7    | 7    | 7    | 21   |